# 国際連合安全保障理事会決議107
国際連合安全保障理事会決議107（こくさいれんごうあんぜんほしょうりじかいけつぎ107、英: United Nations Security Council Resolution 107, UNSCR107）は、1955年3月30日に国際連合安全保障理事会にて全会一致で採択された決議。エジプトとイスラエルに対し、国際連合休戦監視機構への協力を要請するものである。

## 概要
エジプトとイスラエルの政府に対し、国連休戦監視機構の参謀長が以前に発行した報告書に概説された提案に協力するよう求めた。

## 詳細
以下はその和訳。
安全保障理事会は、
パレスチナにおける国際連合休戦監視機構の参謀長の報告5のうち、エジプトとイスラエルとの間の休戦区画ラインの普遍的状況及び現在の緊張の原因に関する部分に留意し、
エジプトとイスラエルとの間の一般休戦協定4の枠内でこの地域の安全を維持するためにすべての可能な措置をとるべきことを憂慮し、
1. 参謀本部に対し、そのための実際的な措置の導入を視野に入れ、エジプト及びイスラエル政府との協議を継続するよう要請する。
2. 参謀総長がこの目的のためにすでに一定の具体的な提案を行っていることに留意する。
3. 参謀総長の意見では、参謀総長が提案した線で当事者間で合意が成立すれば侵入は時折の迷惑行為に過ぎなくなることを念頭におき、参謀総長の提案に関してエジプト政府およびイスラエル政府に協力するよう要請すること。
4. 参謀長に対し、協議の過程について随時、評議会に報告するよう要請する。

4 同上、10年目、1955年1・2・3月の補足、文書S/3373参照。
5 同上、4年目、特別付録No.3参照。